# There Goes the Neighborhood
There Goes the Neighborhood è il secondo singolo estratto dal terzo album The Globe Sessions della musicista americana Sheryl Crow, pubblicato nel 1998 dalla A&M Records.

## Il brano
Ha raggiunto il 19º posto nella Official Singles Chart nel Regno Unito, il 4º posto in Canada mentre negli Stati Uniti si è classificata solo nella Adult Alternative Songs.
Questo brano compare anche nel suo album dal vivo Sheryl Crow and Friends: Live from Central Park. Ha avuto anche una nomination come "Best Female Rock Vocal Performance" ai Grammy Awards 1999.

## Video
Nel video musicale del brano, diretto da Matthew Rolston, appare Sheryl in primo piano che canta su uno sfondo psichedelico.

## Tracce
CD singolo 1 UK
1. There Goes the Neighborhood (Radio Edit) – 4:06 (Sheryl Crow, Jeff Trott)
2. You Always Get Your Way – 2:41 (Sheryl Crow)
3. Hard To Make A Stand (Live) – 3:56 (Bill Botrell, Sheryl Crow, R.S. Bryan, Todd Wolfe)

CD singolo 2 UK
1. There Goes the Neighborhood (Radio Edit) – 4:06 (Sheryl Crow, Jeff Trott)
2. Straight To The Moon (Non LP Track) – 4:26 (Sheryl Crow, Jeff Trott)
3. My Favorite Mistake (Live) – 3:59 (Sheryl Crow, Jeff Trott)

## Classifiche
| Classifica (1998-99)                  | Posizione massima |
| ------------------------------------- | ----------------- |
| Stati Uniti (Adult Alternative Songs) | 2                 |
| Regno Unito                           | 19                |
| Canada (RPM)                          | 4                 |